# Vízvár
Vízvár is een plaats (község) en gemeente in het Hongaarse comitaat Somogy. Vízvár telt 672 inwoners (2001).